# Karl Okonsky

Karl Okonsky

Karl Okonsky (* 12. Oktober 1880 in Rummelsburg bei Berlin; † 8. Mai 1974 in Kuźnia Raciborska) war ein deutscher Politiker (SPD).

## Leben und Wirken

### Leben in Kaiserreich und Weimarer Republik (1880 bis 1933)
Okonsky wurde als Sohn des Landarbeiters Josef Okonsky und seiner Ehefrau Josefa Dudzinska geboren. Nach dem Besuch von Volksschulen (bzw. Dorfschulen) in Friedrichsberg, Schön-Eiche, Heinersdorf und Hasenfelde absolvierte er ab 1895 eine Gärtnerlehre in Herzfelde, nachdem er bereits seit seinem elften Lebensjahr in der Landwirtschaft gearbeitet hatte. Bis 1901 verdiente er seinen Lebensunterhalt als Gärtner, Kutscher und Bauarbeiter in Berlin, Hamburg und Lehrte. In den Jahren 1903 bis 1904 war er in Allenstein beim Militär. Von 1904 bis 1910 arbeitete er als Bauarbeiter in Berlin.
Als junger Mann trat Okonsky in die Sozialdemokratische Partei Deutschlands (SPD) ein. Außerdem wurde er Mitglied der Gewerkschaft, für die er unter anderem im Vorstand des Bauarbeiterverbandes in Berlin-Friedenau saß. Im Zuge seiner Tätigkeit für die SPD kam er unter anderem mit August Bebel und Rosa Luxemburg in Kontakt. Ferner war er fast 20 Jahre lang für die SPD-nahe Presse als Redakteur tätig: Von 1910 bis 1918 arbeitete er, unterbrochen von der Teilnahme am Ersten Weltkrieg, in dem er als Soldat in Frankreich stationiert war, als Redakteur bei der Zeitung Volkswacht in Breslau. 1912 wurde Okonsky wegen eines seiner Artikel in der Volkswacht vom Landgericht Breslau wegen grober Ministerbeleidigung zu einer dreimonatigen Haftstrafe verurteilt. Von 1919 bis 1924 war Okonsky Redakteur der oberschlesischen Zeitung Volkswille, danach, von 1925 bis 1927, Redakteur der Kattowitzer Zeitung. Von 1928 bis 1945 führte er eine Gärtnerei in Ratiborhammer.
Vom Juli 1919 bis Juni 1920 gehörte Okonsky der Weimarer Nationalversammlung an. Im Juni 1920 wurde Okonsky als Kandidat der SPD für den Wahlkreis 10 (Oppeln) in den Reichstag gewählt, dem er bis zum Mai 1924 angehörte. Von 1928 bis 1933 war Okonsky Mitglied des preußischen Staatsrates. 1931 verließ er die SPD und trat in die Sozialistische Arbeiterpartei Deutschlands (SAPD) über. Daneben war er Mitglied des Kreistages von Ratibor und Gemeindevorsteher.
Schriftstellerische Arbeiten Okonskys wurden in deutscher und polnischer Sprache verlegt.

### NS-Zeit und Nachkriegszeit (1933 bis 1974)
Im Jahr 1933 wurde Okonskys Haus von der Gestapo durchsucht. Dabei wurden mehrere Schriften beschlagnahmt, die seine kommunistischen Bestrebungen belegen sollten. Am 29. Februar 1936 wurde Okonsky wegen angeblicher abfälliger Äußerungen über den Reichskanzler Adolf Hitler und die Reichsregierung von der Gestapo in Ratibor verhaftet und nach Lichtenburg verbracht. Am 15. Mai 1936 wurde er am Oberlandesgericht Breslau wegen Hochverrats angeklagt. Nach mehreren Monaten Untersuchungshaft, die er in Torgau verbrachte, wurde er im September freigesprochen. Nach eigener Aussage verbrachte er dennoch mehr als ein Jahr in Lichtenburg. 1944 wurde Okonsky wegen der angeblichen Verbreitung kommunistischer Flugschriften erneut verhaftet und von der Gestapo verhört. Danach blieb er bis zum Kriegsende unter polizeilicher Aufsicht. Nach dem Krieg durfte er sich sogar als Stadtrat politisch betätigen und Texte in den Zeitschriften von Wilhelm Szewczyk veröffentlichen. Andererseits wurde er vom Sicherheitsbüro (Urząd Bezpieczeństwa) wegen seiner Korrespondenz, unter anderem mit Karl Schodrock, gerügt. In den 1960er Jahren wurde er in Ratiborhammer von August Scholtis besucht, der diesen Besuch in seinem Buch Reise nach Polen - Ein Bericht (Hrsg. von Biederstein, München 1962) beschrieben hat.

## Nachlass
Okonskys Nachlass wird heute im Archiv der sozialen Demokratie (AdsD) und bei der Stiftung Haus Oberschlesien (SHOS) verwahrt. Dem AdsD übergab Adalbert Kurzeja aus der Abtei Maria Laach im Juli 1994 einen Teilbestand. Kurzeja hatte Okonsky persönlich gekannt und die Dokumente im Jahr 1993 von dessen Schwiegersohn, Ernst Kubiczek, erhalten. Der Bestand hat einen Umfang von 0,5 laufenden Regalmetern. Inhaltlich finden sich in ihm Korrespondenzen, Manuskripte (z. T. mit autobiographischen Bezügen) und persönliche Unterlagen (Parteiausweise usw.) sowie Kopien der im Bundesarchiv gelagerten Gerichtsakten aus dem Jahr 1936. Außerdem enthält der Nachlass Kopien einiger Manuskripte Okonskys, die Kurzeja überwiegend als zweiten Teilbestand der SHOS in Ratingen übergab.

## Schriften
- Die oberschlesische Autonomiefrage und die Sozialdemokratie, 1922.
- Oberschlesien vor dem Abgrund?, 1924.
- Die Belagerung von Kattowitz im dritten Polenaufstand 1921, 1925.